# Шамбона, Сципион Виктор де
Сипи́он Викто́р де Шамбона́, полное имя Виктор Сипион Шарль Огюст де Ла Гард, маркиз де Шамбона (фр. Victor Scipion Charles Auguste de La Garde de Chambonas;  15 мая 1750 года, Париж — 19 января 1830 года, там же) — французский генерал и политический деятель, краткосрочный министр иностранных дел в начале Французской революции (18.06.1792 – 01.08. 1792).

## Биография
Сципион Виктор де Шамбона происходил из старинной лангедокской аристократической семьи. В 1789—1791 гг. губернатор и мэр Санса. 18 июня 1792 года был назначен министром иностранных дел, и во время восстания 20 июня выказал большую преданность Людовику XVI.
Бриссо обвинял Шамбона в том, что он не сообщил законодательному собранию о приближении пруссаков к границе Франции, и называл его орудием интриг двора.
После восстания 10 августа Шамбона эмигрировал в Англию. Там, чтобы выжить, принуждён был заниматься ремесленным трудом. Вернулся во Францию после реставрации и умер в феврале 1830 года.